# 天主教維多利亞教區 (加拿大)
天主教維多利亞教區（拉丁語：Dioecesis Victoriensis in Insula Vancouver）是羅馬天主教一個教區，位於加拿大卑詩省首府維多利亞，屬溫哥華總教區。
2010年有教友95,920人，佔轄區總人口13.6%。教區下轄卅個堂區，有四十五名司鐸。現任教區總主教為理查·若瑟·加儂。
1846年7月24日自俄勒岡准州代牧區建立溫哥華島教區，1903年6月19日升為總教區，1904年9月6日易名為維多利亞教區。1908年9月19日溫哥華教區升為總教區，而維多利亞則降為教區。